# Virginia Davis
Virginia Margaret Davis (* 31. Dezember 1918 in Kansas City, Missouri; † 15. August 2009 in Corona, Kalifornien) war eine amerikanische Kinderschauspielerin.

## Leben
Bereits im Alter von zwei Jahren erhielt Davis Tanz- und Schauspielunterricht; ein Werbefilm für Warneke's Brot, in dem sie mitwirkte, führte zu ihrer Entdeckung durch Walt Disney.
1924 und 1925 war Davis der erste nicht-gezeichnete Star für Walt Disneys damaliges Studio, die Disney Bros. Studios; sie stellte in den Alice Comedies die Hauptperson in 13 Kurzfilmen dar, die animierte und reale Filmteile mischten.
Die 5- bis 10-minütigen Einakter drehten sich um die Abenteuer eines kleinen Mädchens im Cartoonland. Der erste, Alice's Wonderland, noch für die Laugh-O-Gram Studios produziert, konnte aus rechtlichen Gründen nicht in den Kinos gezeigt werden; mittlerweile ist er auf DVD erhältlich.
Davis verließ nach diesen dreizehn Filmen – darunter Alice's Wild West Show und Alice's Day at Sea – die Serie, die Disney mit weiteren etwa 40 Filmen fortführte. Sie selbst arbeitete weiter auf der Bühne, etwa während einer Tournee längs der Westküste der Elmer Rice Street Scene, und trat in einigen Filmen verschiedener Filmstudios auf. So war sie zum Beispiel in Three on a Match aus dem Jahr 1932 in der Rolle zu sehen, die Joan Blondell als Kind zeigt. Bis 1946 setzte sie ihre Karriere mit gelegentlichen kleinen Rollen in Filmen und frühen Fernsehshows fort.
Nach einem Abschluss als Innenarchitektin arbeitete sie für die Zeitschrift Living for Young Homemakers; 1963 wurde sie Maklerin in Connecticut, später in Südkalifornien.
Zeit ihres Lebens blieb Davis in Kontakt mit der Walt Disney Company und trat auf vielen Festivals und Conventions auf; 1998 wurde sie als Disney Legend geehrt. 2005 erhielt sie den Winsor McCay Award.
Davis war seit 1943 verheiratet und hatte zwei Töchter.